# مکائو
مکائو یا ماکا (به انگلیسی: Macaw، /məˈkɑː/) نامی است که به گروهی از طوطی‌های دم‌بلند و معمولاً رنگارنگ بر جدید داده‌اند. منقار بزرگ و تیره‌رنگ (معمولاً سیاه) و پرهایی با رنگ‌های روشن از مشخصات مکائوهاست. بعضی از مکائوها به‌خاطر اندازه چشمگیرشان شناخته شده‌اند. طوطی‌های مکائو نیز مانند دیگر طوطی‌ها انگشت اول و چهارم پایشان به سمت عقب است. انواع مختلفی از مکائوها به عنوان حیوان خانگی نگهداری می‌شوند.

## سرده‌ها
مکائوها دارای شش سرده هستند که شامل موارد زیر می‌باشند:
- آراها (طوطی‌های شادرنگ)
- بی‌دندان‌نوک‌ها
- مکائوهای سبز
- مکائو اسپیکس
- مکائو شکم‌سرخ
- مکائو شانه‌سرخ[۱]

## نگارخانه

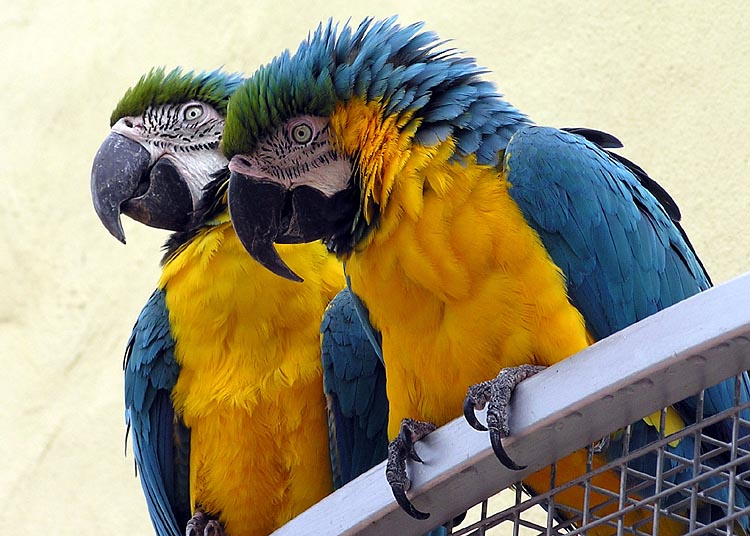
مکائو آبی‌طلایی
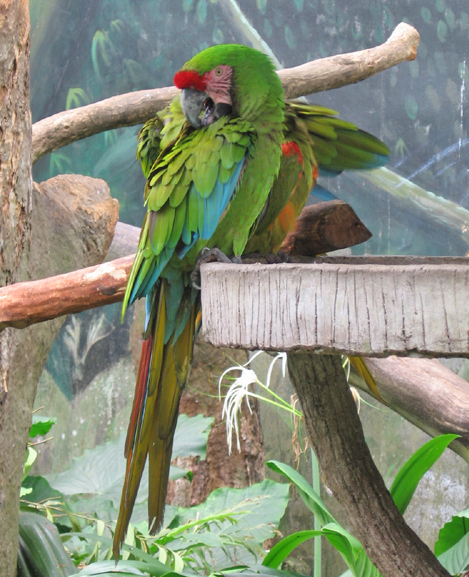
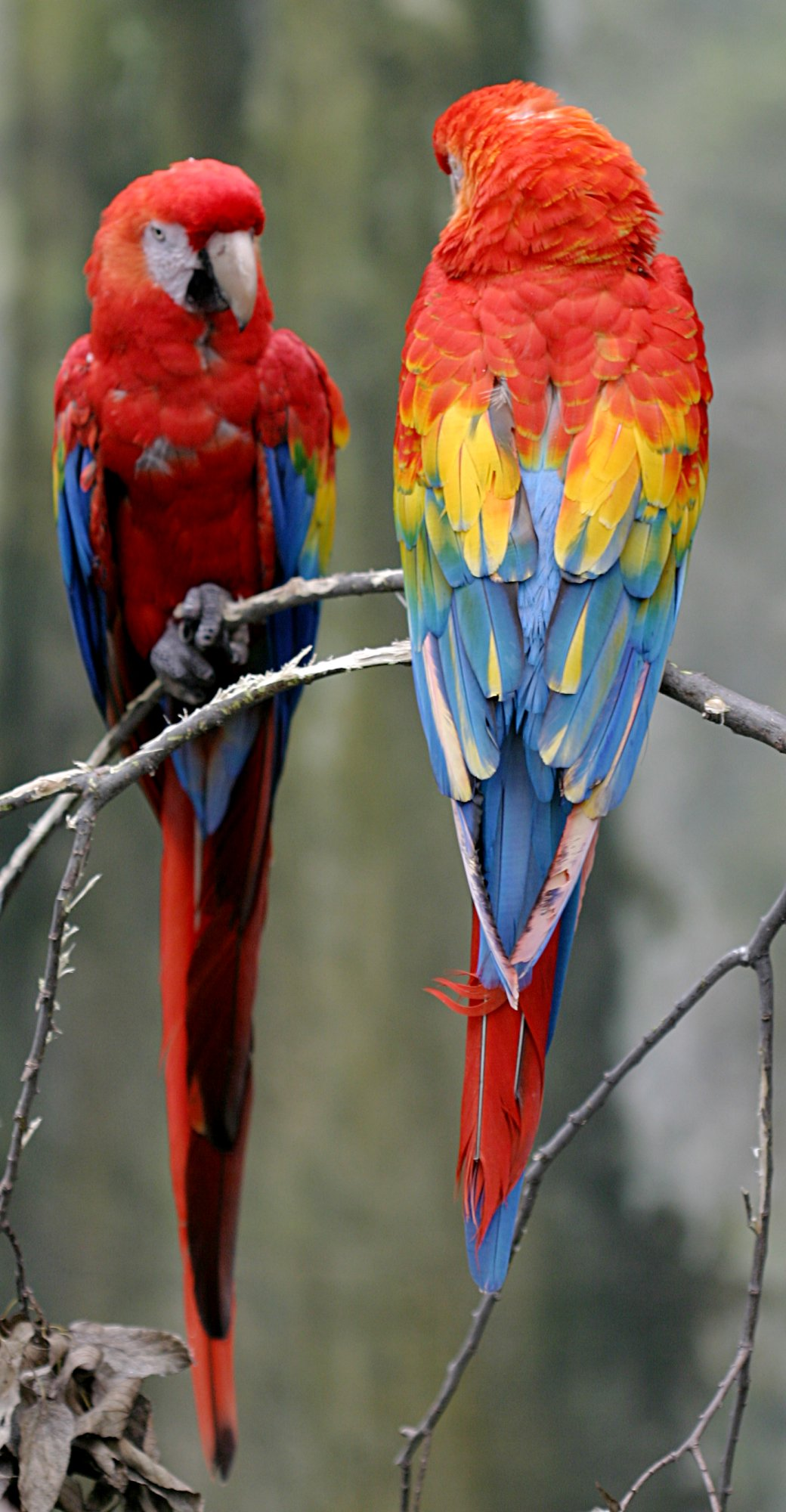
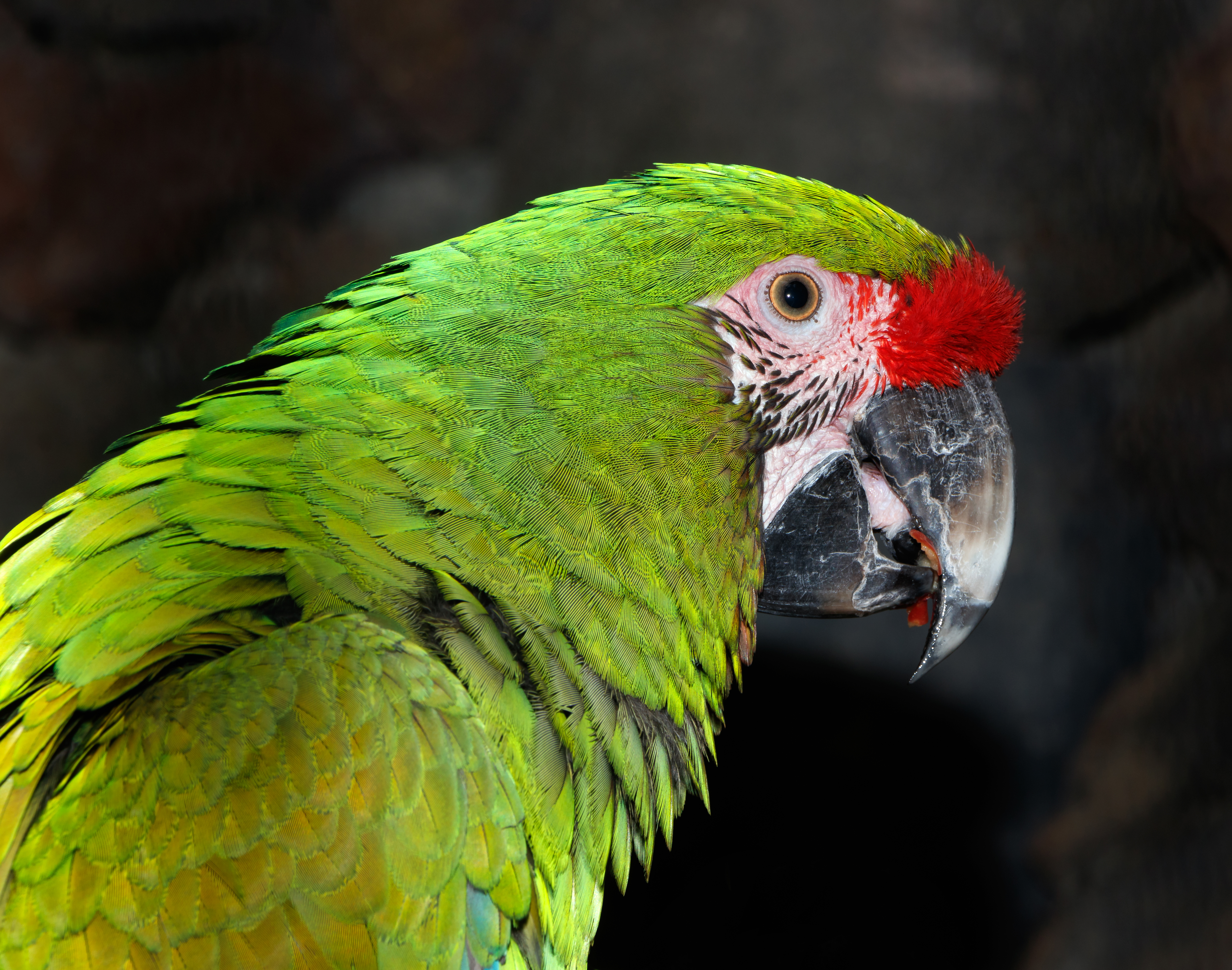
مکائو ارتشی
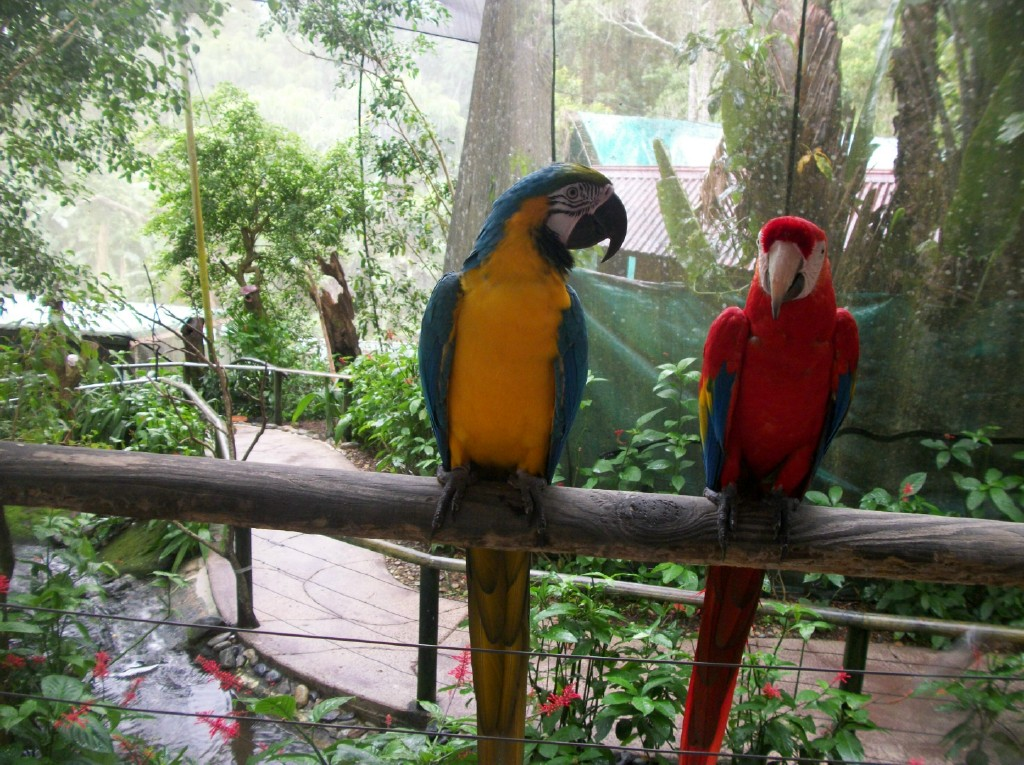
مکائو آبی‌طلایی و یک مکائو سرخ‌فام در استرالیا